# Bungkuk (Marga Sekapung)
Bungkuk is een bestuurslaag in het regentschap Lampung Timur van de provincie Lampung, Indonesië. Bungkuk telt 4340 inwoners (volkstelling 2010).